# Ахмес

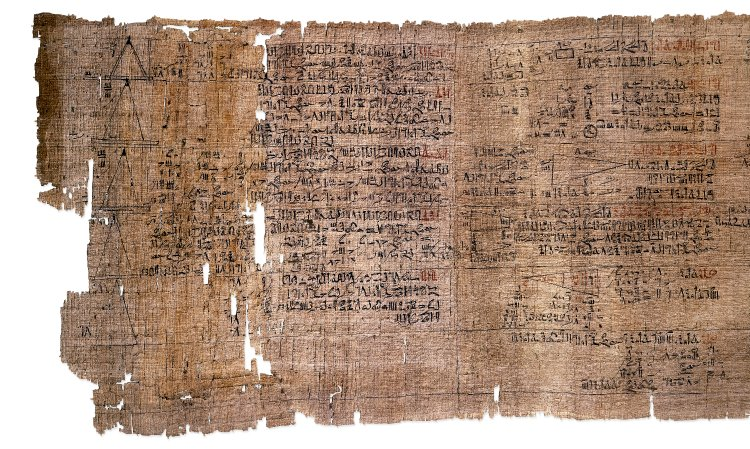
Часть математического папируса Ахмеса

Ахмес — eгипетский жрец и писарь. Возможно, первый математик, имя которого известно.
Переписчик папируса Ахмеса — памятника древнеегипетской математики, который датируется примерно 1550 г. до нашей эры.
Жил во время второго переходного периода и начала XVIII династии (первой династии Нового царства).